# Ангастина
Ангастѝна (на гръцки: Αγκαστίνα; на турски: Aslanköy) е село в Кипър, окръг Фамагуста. Според статистическата служба на Северен Кипър през 2011 г. селото има 439 жители.
Де факто е под контрола на непризнатата Севернокипърска турска република.